# サムローンタープ駅
サムローンタープ駅（サムローンタープえき、タイ語: สถานีรถไฟสำโรงทาบ ）は、タイ王国東北部スリン県サムローンタープ郡にある、タイ国有鉄道東北線・南線の駅である。

## 概要
サムローンタープ駅は、タイ王国東北部スリン県の人口5万3千人が暮らすサムローンタープ郡に位置する。駅の正面側は北北西向きである。
二等駅でありクルンテープ駅（バンコク）より471.00km地点に位置し、急行列車利用で7時間50分程度である。1日に22本（11往復）の列車が発着しその内訳は、急行1往復、快速5往復、普通5往復である。　

## 歴史
タイ最初の官営鉄道であるクルンテープ駅（バンコク） - アユタヤ駅間が1897年3月26日に開業した。1900年12月21日に当初の計画のナコンラチャシーマまで開通し、そのしばらく後にウボンラーチャターニーまで路線を延長する事になり、複数回延伸開業の後1927年5月1日に当駅を含むフワイタップタン駅まで開通しそれに伴い当駅が開業した。
- 1900年12月21日 【開業】パークチョン駅 - ナコンラチャシーマ駅 (83.72km)
- 1922年5月1日 【開業】ナコンラチャシーマ駅 - ターチャーン駅 (21.75km)
- 1925年4月1日 【開業】ターチャーン駅 - ブリーラム駅 (90.62km)
- 1926年5月1日 【開業】ブリーラム駅 - スリン駅 (43.73km)
- 1927年5月1日 【開業】スリン駅 - フワイタップタン駅 (61.75km)

## 駅構造
単式及び島式1面の複合型ホーム2面2線をもつ地上駅であり、駅舎はホームに面している。